# Werkssportsgemeinschaft Radenthein
Il Werkssportsgemeinschaft Radenthein è una società calcistica austriaca di Radenthein, in Carinzia.

## Storia
Fondato nel 1951, nel 1967-1968 ha disputato nella massima serie austriaca.
Il club nel 2013 gioca nella quinta divisione austriaca conosciuta come Unterliga West (Kärnten).

## Palmarès

### Competizioni nazionali
- Tauernliga: 5

1953-1954, 1955-1956 (sud), 1956-1957 (sud), 1957-1958 (sud), 1958-1959 (sud)